# Willian Chiroque
Willian Medardo Chiroque Távara (Chulucanas, Provincia de Morropón, Perú, 10 de marzo de 1980) es un futbolista peruano. Juega como extremo derecho y su equipo actual es Olimpia que participa en la Copa Perú.

## Trayectoria
En el 2004 hace una gran campaña jugando la Copa Sudamericana 2004 y logrando clasificar ese año a la Copa Sudamericana 2005 dirigido por Teddy Cardama.

## Selección nacional
Ha sido internacional con la selección de fútbol del Perú en 18 ocasiones. Fue incluido en la escuadra nacional dirigida por Sergio Markarián para disputar la Copa América 2011. Perú accedió a cuartos de final ganándole a Colombia y cayendo en semifinales frente a Uruguay. En el partido por el tercer lugar, Chiroque marcó su primer gol con la selección nacional ante Venezuela, gracias a una habilitación por parte de Paolo Guerrero. El resultado final fue 4-1 y Perú logró el tercer lugar.
| Partidos internacionales | Partidos internacionales | Partidos internacionales | Partidos internacionales | Partidos internacionales | Partidos internacionales   | Partidos internacionales |
| PJ                       | Fecha                    | Ciudad                   | Oponente                 | Resultado                | Competición                | Goles                    |
| ------------------------ | ------------------------ | ------------------------ | ------------------------ | ------------------------ | -------------------------- | ------------------------ |
| 1.                       | 28 de abril-2004         | Antofagasta              | Chile                    | 1–1                      | Amistoso                   | 0                        |
| 2.                       | 22 de mayo-2005          | Niigata                  | Japón                    | 1–0                      | Copa Kirin                 | 0                        |
| 3.                       | 24 de mayo-2005          | Toyota                   | Emiratos Árabes Unidos   | 0–0                      | Copa Kirin                 | 0                        |
| 4.                       | 22 de agosto-2007        | San José                 | Costa Rica               | 1–1                      | Amistoso                   | 0                        |
| 5.                       | 8 de septiembre-2007     | Lima                     | Colombia                 | 2–2                      | Amistoso                   | 0                        |
| 6.                       | 13 de octubre-2007       | Lima                     | Paraguay                 | 0–0                      | Eliminatorias Mundial 2010 | 0                        |
| 7.                       | 1 de junio-2011          | Niigata                  | Japón                    | 0–0                      | Copa Kirin                 | 0                        |
| 8.                       | 4 de junio-2011          | Nagano                   | República Checa          | 0–0                      | Copa Kirin                 | 0                        |
| 9.                       | 4 de julio-2011          | San Juan                 | Uruguay                  | 1–1                      | Copa América 2011          | 0                        |
| 10.                      | 12 de julio-2011         | Mendoza                  | Chile                    | 0–1                      | Copa América 2011          | 0                        |
| 11.                      | 16 de julio-2011         | Córdoba                  | Colombia                 | 2–0                      | Copa América 2011          | 0                        |
| 12.                      | 19 de julio-2011         | La Plata                 | Uruguay                  | 0–2                      | Copa América 2011          | 0                        |
| 13.                      | 23 de julio-2011         | La Plata                 | Venezuela                | 4–1                      | Copa América 2011          | 1                        |
| 14.                      | 11 de octubre-2011       | Santiago                 | Chile                    | 4–2                      | Eliminatorias Mundial 2014 | 0                        |
| 15.                      | 15 de noviembre-2011     | Quito                    | Ecuador                  | 2–0                      | Eliminatorias Mundial 2014 | 0                        |
| 16.                      | 11 de abril-2012         | Tacna                    | Chile                    | 0–3                      | Amistoso                   | 0                        |
| 17.                      | 3 de junio-2012          | Lima                     | Colombia                 | 0–1                      | Eliminatorias Mundial 2014 | 0                        |
| 18.                      | 12 de octubre-2012       | La Paz                   | Bolivia                  | 1–1                      | Eliminatorias Mundial 2014 | 0                        |

### Participaciones en Copa América
| Copa América      | Sede      | Resultado     | Partidos | Goles | Asist. |
| ----------------- | --------- | ------------- | -------- | ----- | ------ |
| Copa América 2011 | Argentina | Tercer puesto | 5        | 1     | 1      |

### Participaciones en Eliminatorias
| Eliminatorias                    | Selección | Resultado           | Partidos | Goles | Asist. |
| -------------------------------- | --------- | ------------------- | -------- | ----- | ------ |
| Eliminatorias Sudamericanas 2010 | Perú      | 10.º (no clasificó) | 1        | 0     | 0      |
| Eliminatorias Sudamericanas 2014 | Perú      | 7.º (no clasificó)  | 4        | 0     | 0      |

## Clubes
| Club                      | País | Año       |
| ------------------------- | ---- | --------- |
| Sport Pilma               | Perú | 1995-1998 |
| Próspero Merino           | Perú | 1999      |
| Atlético Grau             | Perú | 1999-2001 |
| Alianza Atlético          | Perú | 2002-2005 |
| Sporting Cristal          | Perú | 2005-2006 |
| Alianza Atlético          | Perú | 2006      |
| Cienciano                 | Perú | 2007-2008 |
| Juan Aurich               | Perú | 2009-2012 |
| Sporting Cristal          | Perú | 2013      |
| Universidad César Vallejo | Perú | 2014-2015 |
| Defensor La Bocana        | Perú | 2016      |
| Los Caimanes              | Perú | 2017      |
| Atlético Grau             | Perú | 2018      |
| Sport Pilma               | Perú | 2023-2024 |
| Olimpia                   | Perú | 2024 -    |

## Palmarés

### Campeonatos nacionales
| Título                    | Club             | País | Año    |
| ------------------------- | ---------------- | ---- | ------ |
| Primera División del Perú | Sporting Cristal | Perú | 2005-C |
| Primera División del Perú | Sporting Cristal | Perú | 2005   |
| Primera División del Perú | Juan Aurich      | Perú | 2011   |
| Torneo del Inca           | Cesar Vallejo    | Perú | 2015   |

### Distinciones individuales
| Distinción                                                  | Año  |
| ----------------------------------------------------------- | ---- |
| Equipo ideal del Campeonato Descentralizado (DeChalaca.com) | 2009 |
| Equipo ideal del Campeonato Descentralizado (DeChalaca.com) | 2011 |